# خانه بهنام
خانه بهنام بنایی مربوط به سال‌های پایانی دوران زندیان و سال‌های آغازین دوران قاجار است که در محلهٔ مقصودیه تبریز جای گرفته است. این اثر در تاریخ ۲۳ فروردین ۱۳۷۶ با شمارهٔ ثبت ۱۸۵۰ به همراه خانه‌های قدکی و گنجه‌ای به‌عنوان یکی از آثار ملی ایران به ثبت رسیده است.

## پیشینه
خانه بهنام یکی از ساختمانهای تاریخی شهر تبریز است که در اواخر دوران زندیان و اوایل دوران قاجار، به عنوان یک خانه مسکونی ساخته شده است. در زمان پادشاهی ناصرالدین شاه قاجار، این خانه نوسازی و با نقاشیهایی تزیین شد. این خانه شامل یک ساختمان اصلی، به عنوان ساختمان قشلاقی و یک ساختمان کوچک به عنوان ساختمان ییلاقی است. مانند بسیاری از خانه‌های قدیمی ایرانی، این خانه دارای دو حیاط اندرونی و بیرونی است. در بازسازی اخیر این خانه، تاکنون چند نگارگری ایرانی فرسکو کشف گردیده است که هم‌اکنون در حال تعمیر شدن توسط متخصصان است. خانه بهنام بخشی از مدرسه معماری دانشگاه هنر اسلامی تبریز است.

## معماری
ورودی این ساختمان از کوچه مشیردفتر و از طریق دالانی در پشت خانه قدکی صورت می‌پذیرفته است. این بنا دارای اندرونی و بیرونی است: بیرونی آن شامل طنبی (هفت دری)، کله‌ای و اتاق است که در ضلع شمالی حیاط شکل گرفته‌اند. در طنبی ارسی دار آن که درای ایوان ستوندار با تزیینات گچی است، نقاشی‌های بسیار زیبایی بر دیواره‌ها و سقف‌ها نقش بسته است. تزیینات و نقاشی‌های موجود در طاقچه‌ها، شومینه طنبی و اتاق‌های جنبی نیز چشمگیر است. در ضلع جنوبی بیرونی نیز فضاهایی شامل تراس تابستانی با ستون‌ها، سرستون‌های گچی مقرنس کاری و نیز فضای ورودی و چند اتاق دیگر دیده می‌شود. در ضلع شرقی و غربی، حیاط بیرونی به دیواره‌هایی که دارای طاق نما طاق نما می‌باشند محدود است.
اندرونی خانه در شمالی‌ترین بخش ساختمان قرار گرفته که طرفین آن را اتاق‌هایی در قسمت شرق و غرب و مشرف به حیاط اندرونی تشکیل داده‌اند. پشت بام اتاق‌های اندرونی به صورت مهتابی استفاده می‌شود. این بخش ساختمان دارای زیر زمین نیز می‌باشد که اتاق‌های زیر طنبی برای نشیمن تابستانی و دیگر اتاق‌ها به صورت انباری و مطبخ در آن، مورد استفاده قرار می‌گرفت.
مساحت اعیانی این ساختمان ۸۴۰ متر مربع و مساحت عرضه آن ۹۰۰ متر مربع است اکنون جزو مجموعه دانشکده معماری شهرسازی دانشگاه تبریز است.

## نگارخانه

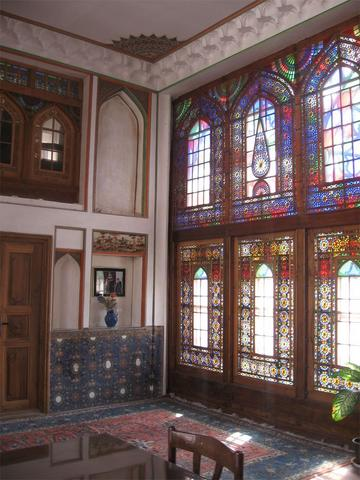
تالار اصلی طبقه اول
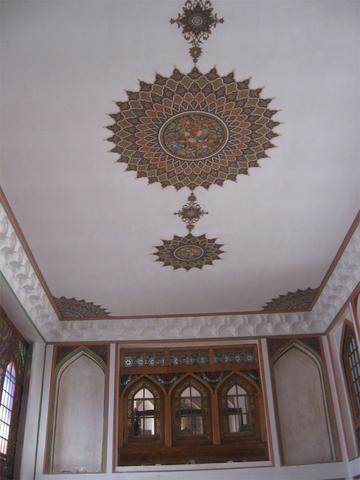
سقف تالار اصلی
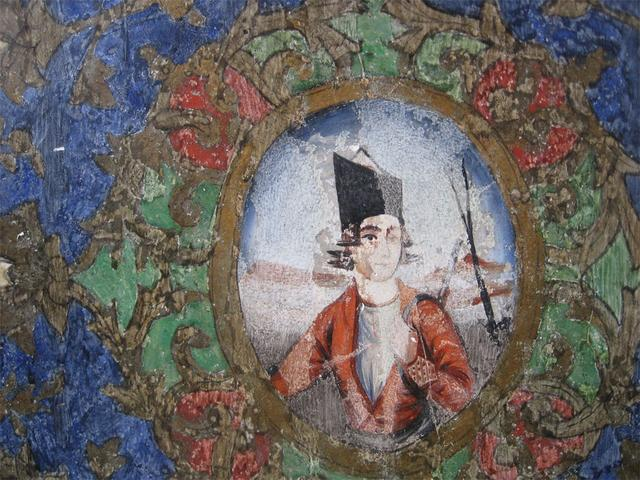
جزئیاتی از فرسکو
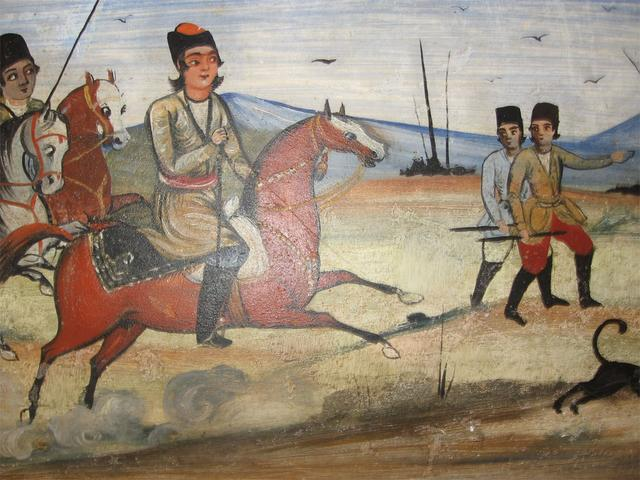
جزئیاتی از فرسکو
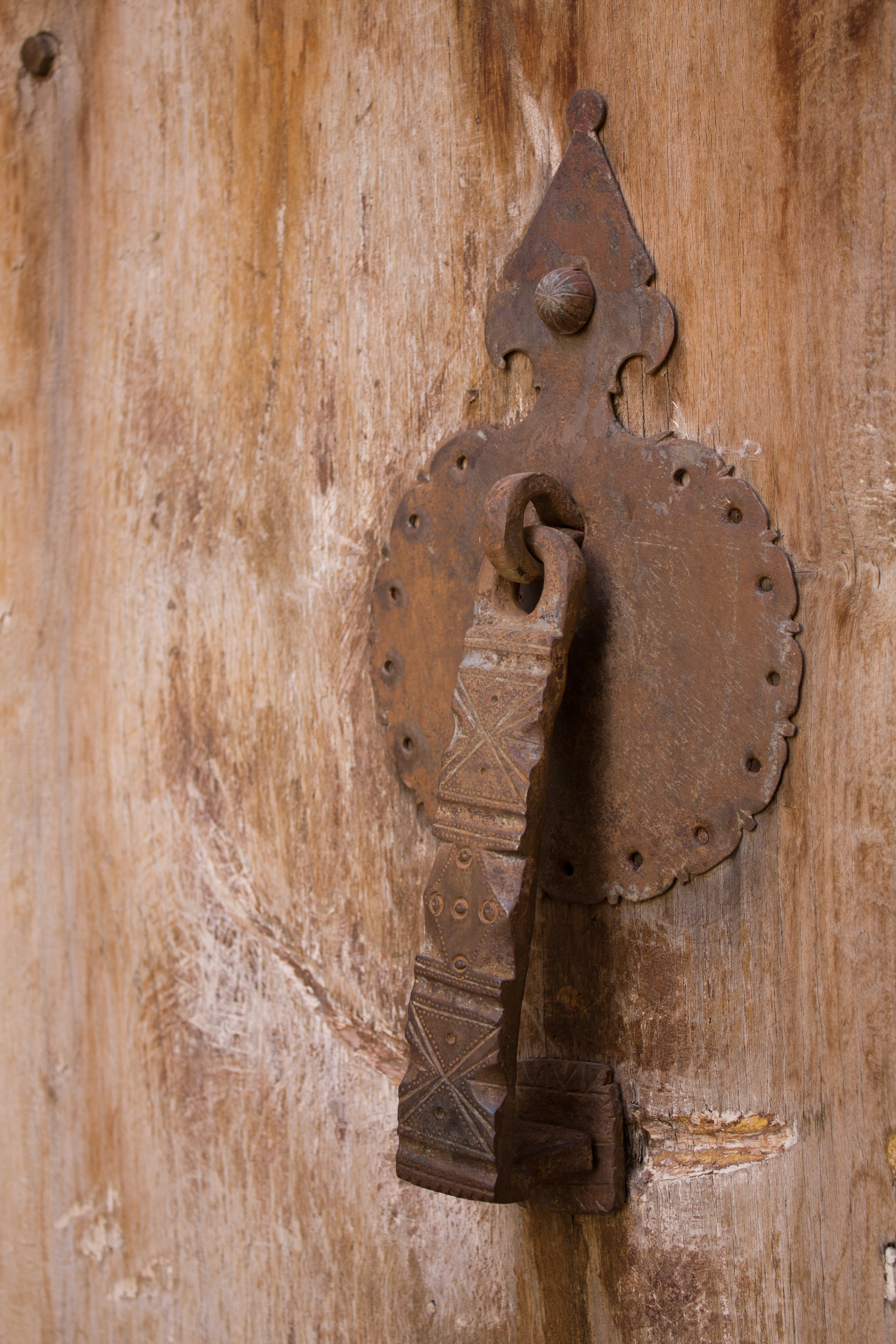
کوبه درب جنوبی مشرف به کوچه
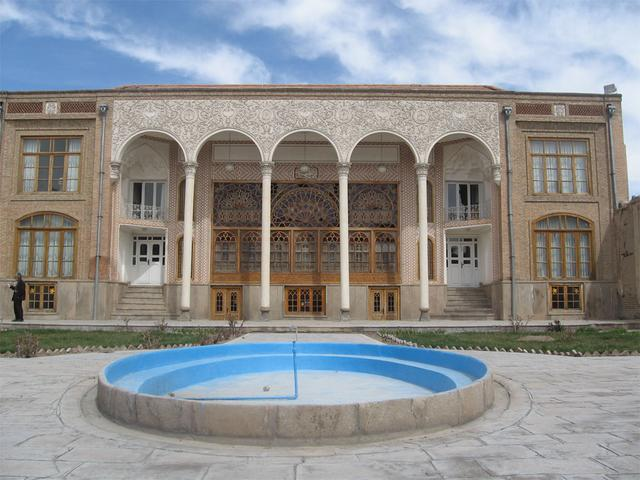
نمای روبرو
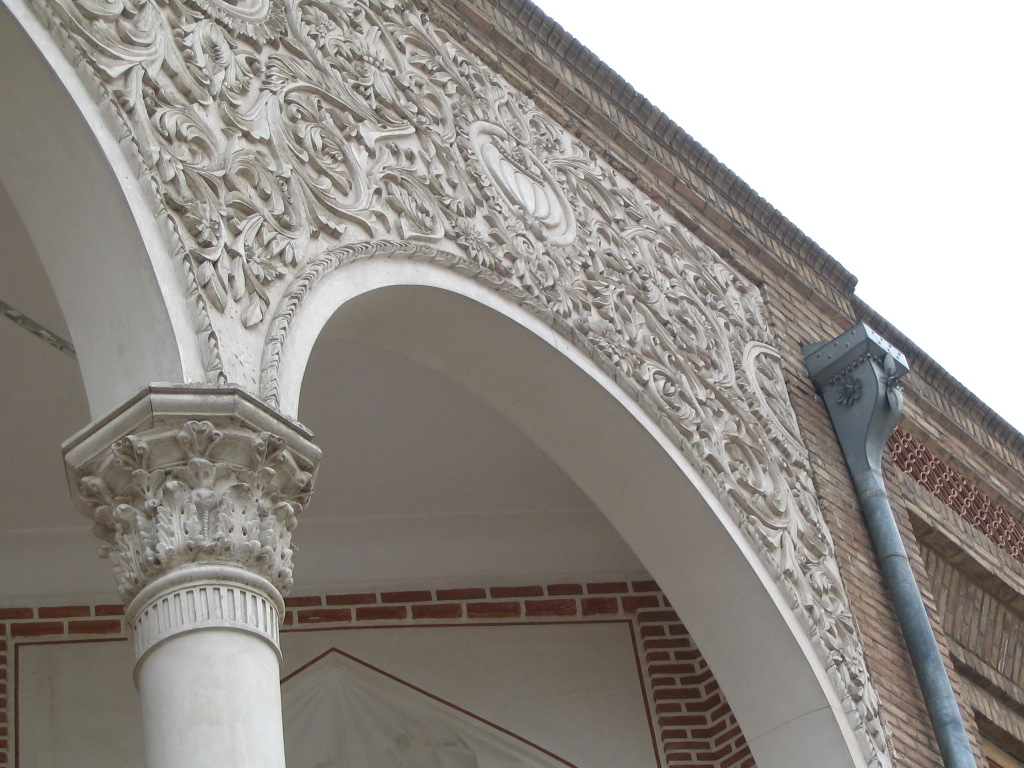
گچکاری ستونها
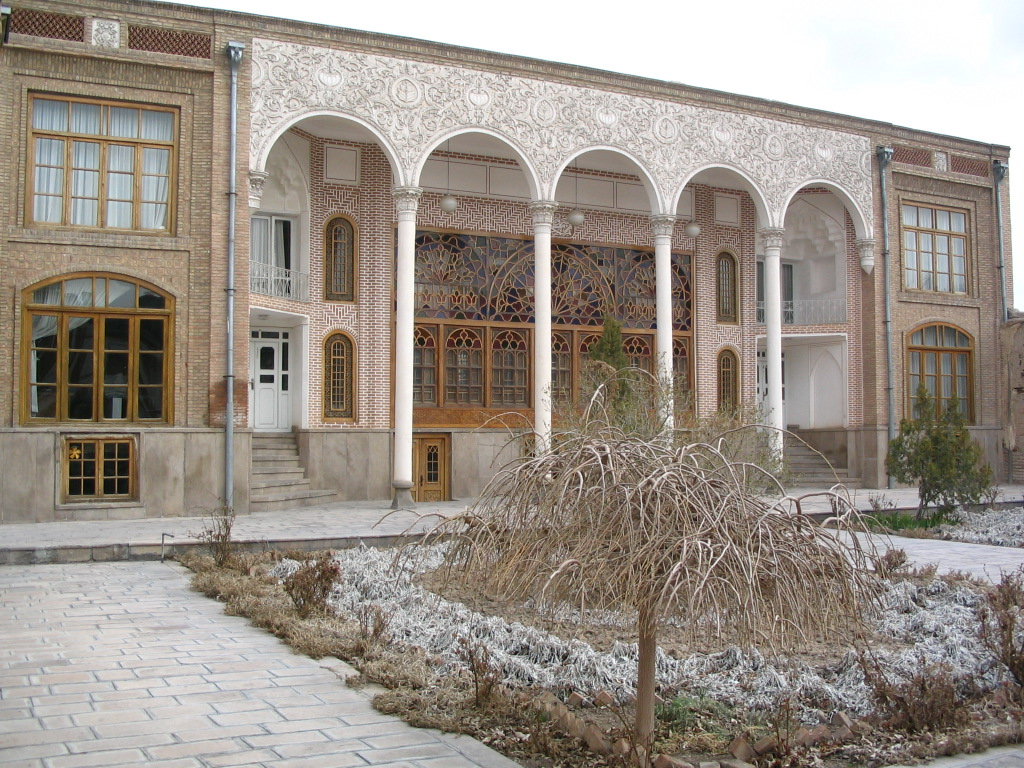
نمای خانه در زمستان
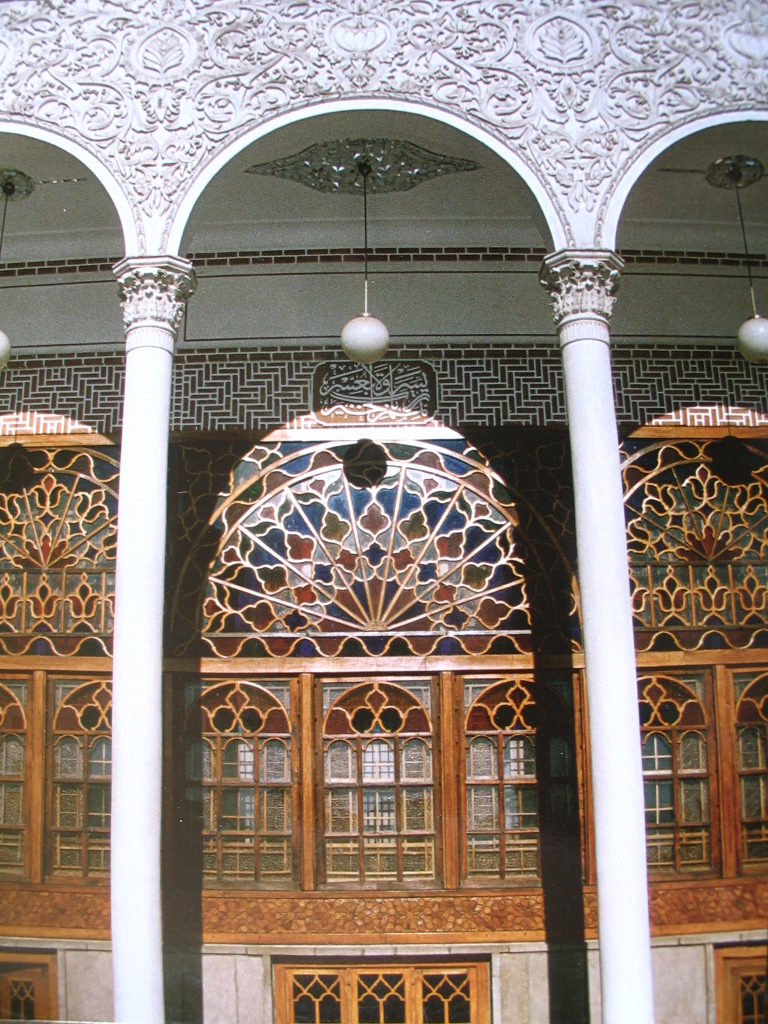
نمای نزدیک هشتی